# Papa-moscas-de-olheiras
Papa-moscas-de-olheiras (nome científico: Phylloscartes oustaleti) é uma espécie de ave da família dos tiranídeos. É uma espécie endêmica do Brasil, encontrada do sul da Bahia até a região Sul do país.